# José Antonio Zarzalejos Nieto
José Antonio Zarzalejos Nieto (Bilbao, 1954) és un periodista basc.

## Biografia
Fill de José Antonio Zarzalejos Altares, governador civil de Biscaia i fiscal del Tribunal Suprem; i germà de Francisco Javier Zarzalejos, secretari general de la presidència del govern espanyols durant els governs de José María Aznar i secretari general de la Fundació FAES, i de la periodista Charo Zarzalejos.
José Antonio Zarzalejos, llicenciat en dret per la Universitat de Deusto, entre 1979 i 1989 va compaginar aquesta professió amb el periodisme, després d'aprovar les oposicions a lletrat de la Diputació Foral de Biscaia col·laborant en mitjans periodístics com La Gaceta del Norte.
El 1989 va ingressar en la plantilla del diari El Correo de Bilbao i un any després es va convertir en director adjunt. El 1993 va ser nomenat president del consell editorial del seu grup i director del diari, càrrec que ocuparia fins a gener de 1998, en què va accedir al lloc de director editorial del Grup Correo.
El 10 de setembre de 1999 va ser nomenat director del diari ABC. El 2004 va abandonar el lloc per exercir com a secretari general del grup Vocento, tasca que compaginava amb col·laboracions al programa Protagonistas de Punto Radio.
El desembre de 2005 va tornar a posar-se al capdavant d'ABC. A causa del cridaner canvi editorial sofert en el mitjà arran de la seva arribada, tal com van assenyalar emfàticament periodistes com Federico Jiménez Losantos, el periòdic va sofrir la pèrdua de gran nombre de lectors i subscriptors. Això va motivar que Zarzalejos fos cessat del seu càrrec el 6 de febrer de 2008. Ángel Expósito va succeir-lo en el lloc.
El maig de 2008 es va incorporar a la consultora de comunicació Llorente & Cuenca, on el març de 2009 seria nomenat director general a Espanya. Des de 2009 és col·laborador del diari digital El Confidencial, on escriu dues columnes a la setmana. També és tertulià de la Cadena Ser i de Radio 5. El 2 de juny de 2014 va publicar a El Confidencial l'abdicació de Joan Carles I en favor del seu fill Felip VI i va ser el primer periodista a donar la notícia. El 2014 va rebre el Premi de Periodisme Francisco Cerecedo
El 2016 es va anunciar que presidiria el consell editorial d'El Confidencial.

## Llibres publicats
- El presente discontinuo (1992).
- Contra la secesión vasca (2005).
- La destitución. Historia de un periodismo imposible (2010).
- Mañana será tarde (2015).

## Premis i reconeixements
- Premi de la Federació d'Associacions de la Premsa d'Espanya.
- Premi Javier Godó.
- Premi Luca de Tena.
- Premi Mariano de Cavia.
- Legió d'Honor, atorgada pel Govern francès (2004).
- Premi Rodríguez Santamaría de l'Associació de la Premsa de Madrid (edició de 2012).